# Madison Wilson
Madison Wilson (ur. 31 maja 1994 w Romie) – australijska pływaczka, specjalizująca się w stylu grzbietowym i dowolnym, medalistka igrzysk olimpijskich i mistrzostw świata.
Wilson na mistrzostwach świata na krótkim basenie w 2014 roku zdobyła dwa medale. Srebro wywalczyła w sztafecie 4 × 100 m stylem zmiennym, a brąz w sztafecie 4 × 200 m stylem dowolnym. Na dystansie 100 m stylem grzbietowym z czasem 56,37 s była czwarta, a w konkurencji 200 m grzbietem piąta (2:02,67 min). Startowała również na 50 m stylem grzbietowym, ale nie zakwalifikowała się do finału i z czasem 26,65 s zajęła ostatecznie dziewiąte miejsce.
Rok później, podczas mistrzostw świata w rosyjskim Kazaniu została wicemistrzynią świata w konkurencji 100 m stylem grzbietowym, przepływając w finale ten dystans w 58,75 s. Zdobyła także złoto w sztafecie kraulowej 4 × 100 m i brąz w sztafecie 4 × 100 m stylem zmiennym. Na dystansie 50 m grzbietem z czasem 27,92 uplasowała się na szóstym miejscu.
Na igrzyskach olimpijskich w Rio de Janeiro płynęła w wyścigach eliminacyjnych sztafet 4 × 100 m stylem dowolnym i 4 × 100 m stylem zmiennym. W pierwszej z tych konkurencji zdobyła złoty medal po tym, jak reprezentantki Australii zajęły w finale pierwsze miejsce i ustanowiły nowy rekord świata. Otrzymała również srebro wywalczone przez Australijki w finale sztafet zmiennych. Na dystansie 100 m stylem grzbietowym była ósma z czasem 59,23.